# Marcus Samuelsson
Marcus Kassahun Samuelsson, ursprungligen Kassahun Tsegie (amhariska: ካሳሁን ፅጌ), född 6 november 1970 i Addis Abeba, Etiopien, är en svensk-amerikansk kock, krögare, universitetslärare och TV-skådespelare.
Samuelsson är bosatt i Harlem i New York där han blev känd som delägare och kökschef för restaurangen Aquavit. Han driver sedan 2010 restaurangen Red Rooster.
Samuelsson utsågs 2005 till adjungerad professor vid Restauranghögskolan vid Umeå universitet. Han har gett ut flera böcker samt medverkat i matlagningsprogram i TV i USA, Sverige och andra länder. Samuelsson har både svenskt och amerikanskt medborgarskap.

## Biografi
Samuelsson kom till Sävedalen i Partille vid tre års ålder med sin syster genom adoption. Hans ursprungliga namn var Kassahun och hans syster hette Fantaye i födelselandet. De var nära att dö av tuberkulos och deras biologiska mor gick med barnen till närmaste stad för att de skulle få vård, innan hon dog.
Han har berättat att det var matlagning under sommarvistelser på Smögen med mormodern som inspirerade honom till restaurangbranschen.
I barndomen åkte Samuelsson konståkning i Maj-Britt Rönningbergs Scandinavium Ice Kids tillsammans med sina två systrar. Han gestaltade bland annat Sammy Davis, Jr. på isen.
Samuelsson arbetade för och tillsammans med krögaren Håkan Swahn som drivit restaurang Aquavit på Manhattan sedan 1987. Samuelsson uppmärksammades som kock och utsågs bland annat till ”Rising Star Chef” 1999 av James Beard Foundation följt av utnämningen ”Best Chef in New York City” 2003. 1999 utsågs han även till ambassadör för Unicef i USA. Samuelsson blev delägare i Aquavitgruppen vilket bland annat omfattade New York-restaurangerna Mercato 55, Riingo och restaurangen i Scandinavian House, samt i kryssningsverksamhet.
Utan Swahn har Samuelsson bildat Marcus Samuelsson Group som dels driver restauranger i New York, Chicago, Kalifornien, Sverige och Norge, dels importerar svenska kryddmärket Santa Maria till USA och lanserat egna varumärken för köksredskap.
I februari 2008 öppnade en svensk Aquavit-restaurang i hotellet Clarion Hotel Sign vid Norra Bantorget i Stockholm som Samuelsson är en av delägarna i. Vidare är Samuelsson en av aktörerna bakom snabbmatskedjan Street Food med restauranger på bland annat Arlanda och Stockholms centralstation. 2012 öppnade en grupp inklusive Samuelsson Norda Bar & Grill i hotellet Clarion Hotel Post i Göteborg. Senare stängde restaurang Aquavit för att i oktober 2013 göra plats för Samuelssons nya restaurang, American Table, också på Clarion Hotel Sign i Stockholm. Tillsammans med hotellkedjan Clarion Hotels fortsatte Samuelsson sedan sitt samarbete genom att öppna restaurang Kitchen & Table på Clarion Hotel Arlanda Airport i november 2012. Kort därefter berättade Samuelsson och hotellkedjan att Kitchen & Table skulle bli ett koncept och under 2013 samt 2014 skall restaurangkonceptet öppna på alla Clarions hotell i Sverige och Norge. Konceptet öppnades under 2013 i Uppsala, Helsingborg, Karlstad, Östersund, Stavanger, Arendal, Örebro, Bergen och Luleå.

## Priser och utmärkelser
- Great Immigrants,  2010[2]

[Redigera Wikidata]